# 姫路市立林田小学校
姫路市立林田小学校（ひめじしりつ はやしだしょうがっこう）は、兵庫県姫路市にある公立小学校。創立100年を超える歴史ある学校であるが、現在は1学年1クラスの小規模校となっている。

## 沿革

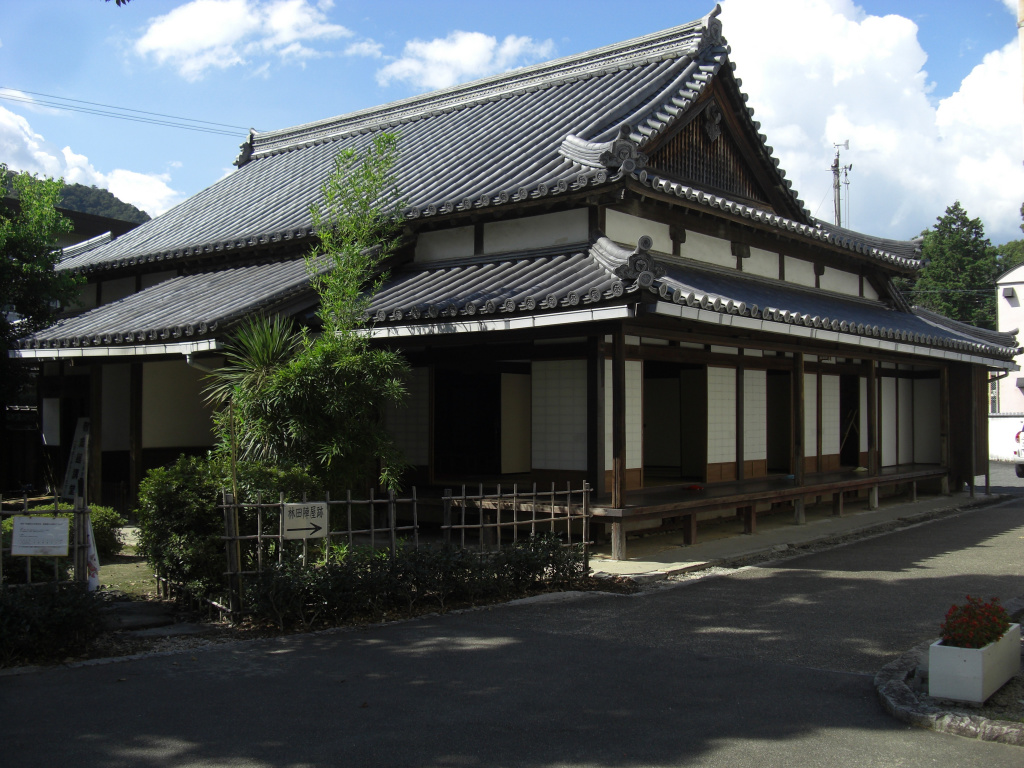
林田藩 敬業館講堂

林田藩の藩校「敬業館」の流れを汲む学校である。現在も和室を「敬業の間」と呼び、校章は林田藩の藩主建部家の家紋をモチーフとし、校歌に「聖岡」（敬業館の雅称）が読み込まれるなど、敬業館を強く意識した構成となっている。

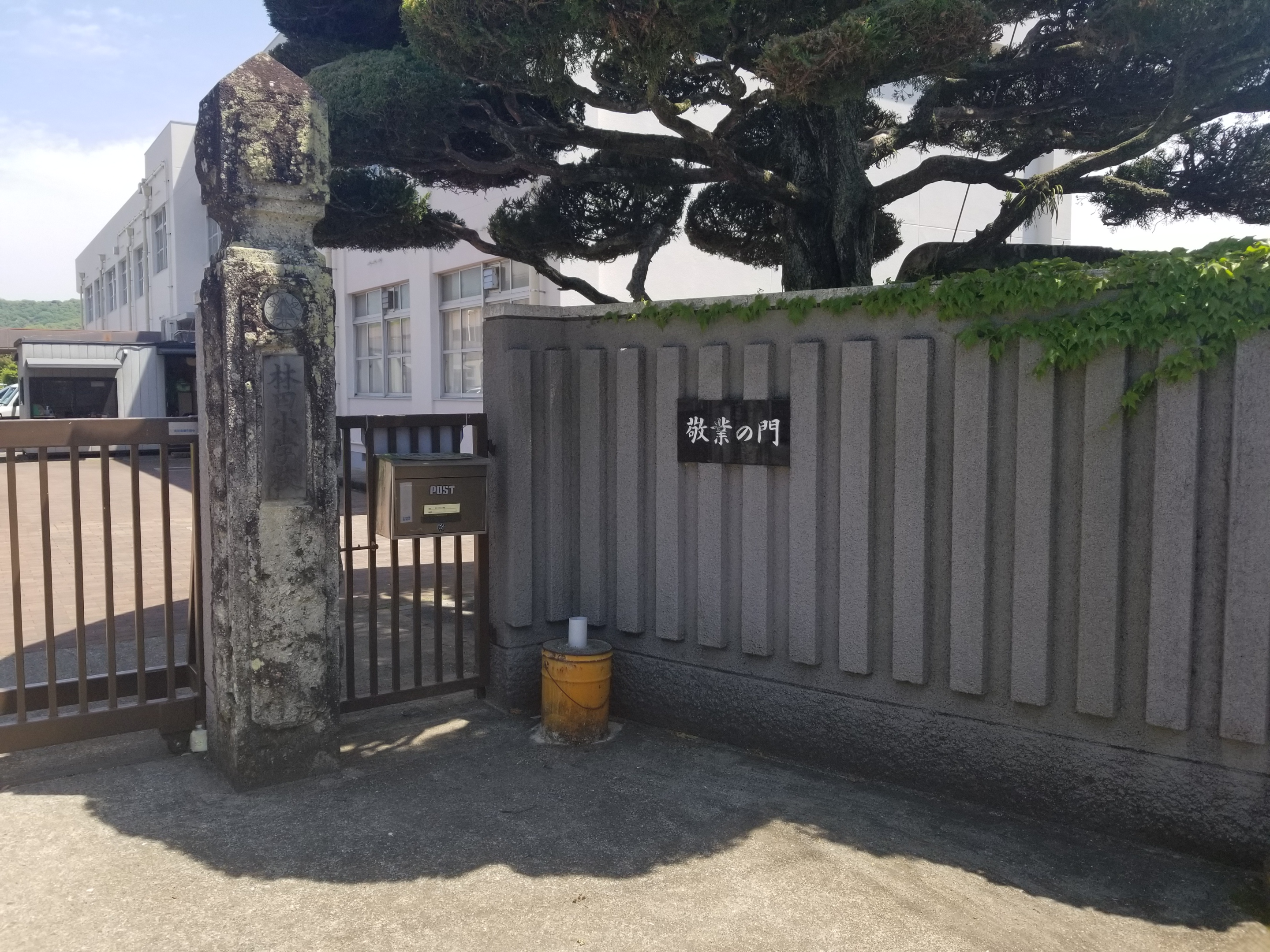
林田小学校校門。「敬業の門」と示されている。

- 1871年（明治4年） - 敬業館閉鎖。講堂を敬業小学校として使用。
- 1875年（明治8年） - 各村の小学校を敬業小学校に統合。
- 1895年（明治28年） - 林田高等小学校開設。
- 1897年（明治30年） - 松山に松山尋常小学校開設。
- 1901年（明治34年） - 林田高等小学校廃止。敬業尋常小学校に高等科設置。
- 1902年（明治35年） - 敬業尋常小学校を林田尋常小学校と改称。高等科を松山尋常小学校に移し、林田尋常高等小学校と改称、高等科移転に際し敬業館の講堂以外の建物を六九谷堂田に移築し校舎とした。創立記念日（5月1日）を制定。姫路市の主張ではこの年を本校の創立年としている。
- 1906年（明治39年） - 林田尋常小学校を廃止し、林田尋常高等小学校に統合。林田尋常小学校は分教場となる。
- 1917年（大正6年） - 校舎を六九谷字川田（現在地）への移転に着手し、分教場を廃止。
- 1920年（大正9年） - 新校舎完成。
- 1941年（昭和16年） - 国民学校令施行により、林田村立林田国民学校と改称。
- 1947年（昭和22年） - 学校教育法施行により、林田村立林田小学校と改称。
- 1955年（昭和30年） - 林田町立林田小学校と改称。
- 1967年（昭和42年） - 姫路市立林田小学校と改称。
- 2002年（平成14年） - 創立百周年記念式典・記念碑除幕式・記念祝賀会挙行。
- 2013年（平成25年） - NIE実践指定校に指定される。

## 校区概要
姫路市林田町のうち、南東部の旧伊勢村区域（姫路市立伊勢小学校区域）を除く全域が本校の通学区域である。古くから林田藩、揖東郡の中心地として、また因幡街道を押さえる交通の要衝として栄えた地域である。現在も国道29号が校区内の南北の交通軸として機能している。

## 交通アクセス
- JR山陽本線姫路駅から山崎行きの神姫バスに乗車、「六九谷」バス停で下車、徒歩10分。

## 通学区域が隣接している学校
- 姫路市立伊勢小学校
- 姫路市立安富南小学校
- たつの市立香島小学校
- たつの市立新宮小学校
- たつの市立神岡小学校